# Embers
Az Embers (magyarul: Parazsak) James Newman angol énekes dala, mellyel az Egyesült Királyságot képviselte a 2021-es Eurovíziós Dalfesztiválon Rotterdamban. A dal belső kiválasztás során nyerte el a dalversenyen való indulás jogát.

## Eurovíziós Dalfesztivál
2020. február 27-én vált hivatalossá, hogy a brit műsorsugárzó James Newmant választotta ki az Egyesült Királyság képviseletére a 2020-as Eurovíziós Dalfesztiválon. Március 18-án az Európai Műsorsugárzók Uniója bejelentette, hogy 2020-ban nem tudják megrendezni a versenyt a COVID–19-koronavírus-világjárvány miatt. A brit műsorsugárzó jóvoltából az énekes lehetőséget kapott az ország képviseletére a következő évben egy új versenydallal. 2021. március 11-én vált hivatalossá a dal címe, míg a versenydalt március 12-én mutatták be a dalfesztivál hivatalos YouTube-csatornáján.
Mivel az Egyesült Királyság tagja az automatikusan döntős „Öt Nagy“ országának, ezért a dal az Eurovíziós Dalfesztiválon először a május 22-én rendezett döntőben versenyzett, de előtte a második elődöntő zsűris főpróbáján adták elő. Fellépési sorrendben kilencedikként, a Szerbiát képviselő Hurricane Loco Loco című dala után és a Görögországot képviselő Stefania Last Dance című dala előtt. A szavazás során a mind a zsűri szavazáson és a nézői szavazáson (az automatikus döntős Németországgal és Spanyolországgal, valamint a rendező Hollandiával közösen) utolsó helyezést ért el, így összesítésben is utolsó helyezettként végzett nulla ponttal. Utoljára 2015-ben volt hasonló példa, amikor a rendező Ausztria és Németország nem szereztek pontot. Ez volt zsinórban a második év, hogy a szigetország utolsó helyen végzett, eddigi szerepléseik során összesítésben pedig az ötödik utolsó helyezésük.